# 歌のゴールデンヒット
『歌のゴールデンヒット』（うたのゴールデンヒット）は、TBS系列で年2回（原則2月と10月）のペースで放送されている音楽特別番組である。

## 概要
オリコン、アイドル、歌姫など様々なテーマで過去の音楽を秘蔵映像などで振り返る。

## 放送データ一覧
| 弾    | 放送日                 | 放送時間（JST） | 副題                                        |
| ----- | ---------------------- | --------------- | ------------------------------------------- |
| 第1弾 | 2017年2月13日（月曜）  | 19:00 - 22:54   | 「オリコン1位の50年間」                     |
| 第2弾 | 2017年10月2日（月曜）  | 19:00 - 22:54   | 「オリコン1位の50年間」                     |
| 第3弾 | 2018年2月12日（月曜）  | 19:00 - 22:54   | 「青春アイドルの50年間」                    |
| 第4弾 | 2018年11月19日（月曜） | 19:00 - 22:00   | 「年間売上げ1位の50年間」                   |
| 第5弾 | 2019年2月11日（月曜）  | 19:00 - 23:07   | 「昭和・平成の歴代歌姫ベスト100」           |
| 第6弾 | 2019年10月7日（月曜）  | 19:00 - 22:57   | 「昭和・平成・令和の歴代歌王ベスト100」     |
| 第7弾 | 2020年2月10日（月曜）  | 19:00 - 22:57   | 「100万枚以上売れた曲全部聴かせますSP」     |
| 第8弾 | 2020年10月8日（木曜）  | 19:00 - 22:57   | 「歴代歌姫ベスト100アルバムランキング!」    |
| 第9弾 | 2022年11月17日（木曜） | 20:00 - 22:57   | 「歴代歌姫の一番売れた歌ランキングBest100」 |

## 出演者

### 司会
- 堺正章（第1弾 -）
- 篠原涼子（第1弾）
- 宮迫博之（当時雨上がり決死隊、第1弾・第3弾 - 第5弾）
- 相田翔子（第2弾）
- 田中直樹（ココリコ、第2弾）
- 広末涼子（第3弾）
- 芦田愛菜（第4弾）
- 内田有紀（第5弾 -）
- 藤井隆（第6弾 -）

### ゲスト
- 第1弾
  - 石井竜也
  - 菊池桃子
  - 小室哲哉
  - 小柳ルミ子
  - 近藤真彦
  - 今陽子
  - 高見沢俊彦（THE ALFEE）
  - 千秋
  - 増田恵子
  - 薬丸裕英
  - 芳村真理
- 第2弾
  - 遠藤章造（ココリコ）
  - 大貫亜美（PUFFY）
  - 荻野目洋子
  - 郷ひろみ
  - 小林明子
  - 榊原郁恵
  - 世良公則
  - 高見沢俊彦（THE ALFEE）
  - 薬丸裕英
  - 遊助
  - 吉村由美（PUFFY）
- 第3弾
  - アイドルゲスト
    - 麻丘めぐみ
    - 石野真子
    - 菊池桃子
    - 榊原郁恵
    - 西村知美
    - 野口五郎
    - ピンク・レディー（VTR出演）

  - ファンゲスト
    - 木下ほうか
    - 高見沢俊彦（THE ALFEE）
    - 田中美佐子
    - 千秋
    - 土田晃之
    - ヒロミ
- 第4弾
  - 井森美幸
  - 黒沢かずこ（森三中）
  - 小坂明子（VTR出演）
  - 立川志らく
  - 土田晃之
  - 萩原健一（VTR出演、対談ゲスト）
  - B.B.クィーンズ（ゲストアーティスト）
  - 松嶋尚美
  - 松本伊代
  - 六角精児
- 第5弾
  - 井森美幸
  - 高見沢俊彦（THE ALFEE）
  - 立川志らく
  - 土田晃之
  - ブルゾンちえみ
  - イルカ（ゲストアーティスト）
  - 坂本冬美（ゲストアーティスト）
  - TRF（ゲストアーティスト）
  - ピンク・レディー
- 第6弾
  - 井森美幸
  - 高見沢俊彦（THE ALFEE）
  - 土田晃之
  - 波瑠
  - 大久保佳代子（オアシズ）
  - Mr.シャチホコ
- 第7弾
  - 高見沢俊彦（THE ALFEE）
  - 秋元真夏（乃木坂46）
  - 白石麻衣（乃木坂46）
  - ヒロミ
  - いとうあさこ
  - DAIGO（BREAKERZ）
  - IKKO
  - 吉村崇（平成ノブシコブシ）
- 第8弾
  - IKKO
  - 小島瑠璃子
  - 近藤春菜（ハリセンボン）
  - 陣内智則
  - 高見沢俊彦（THE ALFEE）
  - 中村アン
  - VTR出演
    - 吉村崇（平成ノブシコブシ）
    - 鬼龍院翔（ゴールデンボンバー）
    - いとうあさこ
- 第9弾
  - 高見沢俊彦（THE ALFEE）
  - 陣内智則
  - 中川翔子
  - 黒沢かずこ（森三中）
  - 佐々木久美（日向坂46）
  - 齊藤京子（日向坂46）

### ナビゲーター
- 徳光和夫（第1弾・第2弾・第4弾 -）
- ミッツ・マングローブ（第1弾・第2弾）
- 柳原可奈子（第4弾・第5弾・第8弾）
- 清水ミチコ（第6弾）
- 中川翔子（第7弾）

### ナレーション
- 服部潤（第1弾 - 第7弾）
- 木村昴（第8弾）
- 内田真礼（第9弾）
- 三木眞一郎（第9弾)
- 梶裕貴（第9弾)

## 内容
（太字は、メイン企画）
- 第1弾
  - オリコン週間シングル1位（1968年 - 2017年）特集
  - 出演者による熱唱（石井竜也、千秋、今陽子、堺正章、小柳ルミ子）
  - ジャニーズヒットソング特集
  - ピンク・レディーヒットソングメドレー
  - 松田聖子イントロクイズ
- 第2弾
  - オリコン週間シングル1位（1968年 - 2017年）特集
  - オリコン週間シングル2位だった曲のイントロクイズ
  - 出演者による熱唱（郷ひろみ、世良公則、小林明子、荻野目洋子、PUFFY）
- 第3弾
  - アイドル特集
  - 日本レコード大賞に出演するピンク・レディーの舞台裏に密着
  - 広末涼子の特集も放送。
  - 宮迫もアイドル時代があったとされ、吉本印天然素材も紹介された。
- 第4弾
  - オリコンの年間シングル1位（1968年 - 2017年）特集
    - 2003年のSMAP「世界に一つだけの花」がカットされた。
    - 2010年以降は、AKB48が独占しているため、2011年の「フライングゲット」のみ紹介。

  - 1990年代のオリコン年間シングル1位を当てるイントロクイズ（1990年・1991年・1992年・1993年・1998年・1999年）
  - 日本レコード大賞60周年特集
  - 堺正章（元ザ・スパイダース）と萩原健一（元ザ・テンプターズ）の対談
- 第5弾
  - オリコン調べによる歌姫たちのシングル総売上枚数のランキング（ベスト100）
  - 出演者による熱唱（イルカ、坂本冬美、TRF）
  - イントロクイズ
  - ピンク・レディー伝説クイズ
- 第6弾
  - オリコン調べによる昭和・平成・令和の歴代歌王たちの ランキング（ベスト100）
  - 出演者による熱唱（THE ALFEE、野口五郎）
  - イントロクイズ
  - 萩原健一（元ザ・テンプターズ）の追悼特集
- 第7弾
  - オリコン調べによる100万枚以上売れた全曲ランキング（ベスト291）
  - 出演者による熱唱（T-BOLAN、藤井フミヤ）
  - イントロクイズ
  - アーティスト特集（AKB48、B'z、ピンクレディー）
  - インタビュー（秋川雅史、皆川おさむ）
  - カバーアーティストメドレー（オリジナルとは違うアーティストが、歌っていた曲を何度か紹介した。）
  - チャレンジ企画
    - 大都会（クリスタルキング）の田中昌之の高い声は出せるか?（いとう、吉村、DAIGO）
    - つつみ込むように…（MISIA)のロングトーン（20秒）に挑戦（いとう、IKKO、ヒロミ）
- 第8弾
  - オリコン調べによる歌姫たちのアルバム総売り上げランキング（ベスト100）（海外アーティストも含む）
  - 出演者による熱唱（岩崎宏美、大黒摩季）
  - イントロクイズ
  - 歌姫クイズ
  - ピンクレディー特集
  - カバーアーティストメドレー
- 第9弾
  - オリコン調べによる歌姫たちの一番売れた歌ランキング（ベスト100）（海外アーティストも含む）
  - 集計方法（シングル（CDまたはレコード）の推定売上枚数（1枚=1Pt）、ダウンロード数（2.5DL=1Pt）、ストリーミング再生回数（300回=1Pt）の3つを合計しポイント化）
  - さくらと一郎「昭和枯れすゝき」（約100万枚）、藤谷美和子・大内義昭「愛が生まれた日」（約132万枚）、速水けんたろう、茂森あゆみ、ひまわりキッズ、だんご合唱団 「だんご3兄弟」（約298万枚)がランクインしていない。
  - ヒット曲集
    - 中森明菜（デビュー40周年）、キャンディーズ、松任谷由実（デビュー50周年）、モーニング娘。、MISIA（ドラマ主題歌&名シーン）、AKB48、安室奈美恵（ヒット曲&ラストライブの圧巻パフォーマンス）、DREAMS COME TRUE

  - 小泉今日子デビュー40周年花の82年組アイドル名曲集（早見優、堀ちえみ、石川秀美、松本伊代、中森明菜）
  - カバーアーティストメドレー
  - Every Little Thingの持田香織のなりきりマイクで藤井隆が「Time goes by」を熱唱（ゲスト:伊藤一朗（Every Little Thing））
  - その他のカバー曲特集（Ado「うっせぇわ」、中島みゆき、久保田早紀「異邦人 -シルクロードのテーマ- 」 ）
  - 歌って答えてイントロQ（中山美穂、ジュディ・オング、久保田早紀）
  - 出演者による熱唱（平松愛理、GAO）
  - 街頭インタビューによる歌姫ヒント

## 映像で使用した番組
- ザ・ベストテン
- 輝く!日本レコード大賞
- 日本有線大賞
- トップスターショー・歌ある限り
- TBS歌のグランプリ
- COUNT DOWN TV
- CDTVライブ!ライブ!
- うたばん
- 8時だョ!全員集合
- たのきん全力投球!
- 料理天国
- 突然バラエティー速報!!COUNT DOWN100
- 火曜曲!
- 月光音楽団
- 加トちゃんケンちゃんごきげんテレビ
- チューボーですよ!
- 歌いこみ音楽隊!
- カウントダウンオールヒット
- あなたが聴きたい歌の4時間スペシャル
- 音楽の日
- パリンコ学園No.1
- もぎたて!バナナ大使
- 高校教師
- 29歳のクリスマス（オープニング映像、フジテレビ）
- NHK紅白歌合戦

など

## スタッフなど
第9弾（2022年11月17日放送分）
- 構成：ひぐちひろき、松本智子（松本→以前はリサーチ）、木野聡
- TM：森和哉
- TD：中村年正
- CC：鈴木菜奈
- VE：佐藤希美
- MIX：斎藤宏司
- PA：笠木駿
- 照明：半田圭
- 編集：田口勇馬
- 音響効果：加藤博紀
- MA：的池将
- TK：常藤直子
- 美術プロデューサー：桂誉和（以前は美術制作）
- 美術デザイナー：郭洙延
- 美術制作：岩谷孝平
- 装置：相良比佐夫
- 操作：新木大介
- 電飾：住義仁
- アクリル装飾：森美男
- 特殊装置：勝大輔
- 花装飾：儀同博子
- 特殊効果：星野達哉
- 楽器：高井啓光
- ヘアメイク：遠藤敏子
- CGプロデューサー：八木真一郎
- CGデザイナー：大宮司徳盛
- 技術協力：TBS ACT、エスユー
- 制作協力：山口社、ファルコン、クラリシオン
- 協力：オリコン、ゲッティ、JOYSOUND
- リサーチ：亀田貴誠、齋藤寛道
- イラスト：イトウデザイン
- 編成：佐藤美紀、小島健之
- 番宣：山岸信良、廣田彩夏
- デスク：小川伸子
- AD：崎山結衣、遠藤海斗、會澤亮、柏原遥、飯田悠太郎、根本美優、岩澤恋、松井邑実、大崎あゆみ、伊東実紅
- 制作進行：大野道子
- AP：鹿渡弘之、金子美樹、長屋瑠見（長屋→以前はAD→ディレクター）
- ディレクター：中沖嵩博、永山靖章、渡辺晴香、橘信吾、桑原大智、八重垣論
- 演出：池田絢太
- 担当プロデューサー：志賀大士（以前はプロデューサー）
- プロデューサー：髙宮望（以前は担当プロデューサー）
- 制作プロデューサー：落合芳行（以前はプロデューサー）
- 制作：TBSテレビコンテンツ制作バラエティ制作一・二部
- 製作著作：TBS

### 過去のスタッフ
- 構成：塚田ゆみ、矢島悦子
- TM：近藤明人
- TD：中野啓
- CC：小笠原朋樹
- VE：生田史織
- MIX：相馬敦
- PA：鈴木紀浩、井上忠紀
- 編集：久留主剛
- 美術プロデューサー：山口智広
- 美術デザイナー：中村嘉邦
- 操作：中尾了輔
- 特殊装置：高橋出
- 装飾：野呂利勝
- ヘアメイク：田中智子、三田彩聖
- 制作協力：オイコーポレーション、Nob、ボトム、シークマン
- 協力：スポニチクリエイツ、123RF
- リサーチ：木村友香、廣瀬仁義
- イラスト：長谷恭三、長堀久子、リトルベア
- 編成：中島啓介、加藤丈博
- 番宣：眞鍋武、小林恵美子、林遼二
- SNS：松尾智和
- AD：壁谷舞、長谷川優太、砂古斉、永井輝海、泉晶子、向出渚、岡安清志、大塚圭人、内藤葵、佐藤翔貴、内山智拡、大林良汰、村山慧、鶴間覚、山田ことの、下風凛華、三上大空、神部姫乃、久米慶一郎、上村理沙、松田友湖、佐藤成治、本田栞音
- AP：清宮嘉浩、白山真穂、藤原ちえこ、蝦名那淳子、大曲夏奈子
- ディレクター：高見澤博光、鈴木大二郎、櫻井彩香、木田哲也、赤津未奈、丸尾奈緒美、中広周平、山田圭佑、池田千春
- 総合演出：井上整、伊藤良美
- 担当プロデューサー：吉橋隆雄、樋江井彰敏、宮本稔、西原信行
- チーフプロデューサー：大木真太郎

## 公式サイト
- 第1弾
- 第2弾
- 第3弾
- 第4弾
- 第5弾
- 第6弾
- 第7弾
- 第8弾
- 第9弾